# Podzemna željeznica Serfaus
Podzemna željeznica u selu Serfaus (na njemačkom jeziku "Dorfbahn Serfaus") u austrijskoj pokrajini Tirol neobična je vrsta javnog prijevoza za tako malo naselje. Ime u doslovnom prijevodu znači „Seoska željeznica u Serfausu“.

## Povijest
Budući da se razvojem zimskog turizma u Serfausu sve više povećavao intenzitet prometa, gradska uprava je 1970-ih zabranila promet osobnim vozilima tijekom zime. Za prijevoz gostiju, a osobito skijaša, organizirane su autobusne linije. Međutim, s ciljem da se uspostavi tiši i ekološki prihvatljiviji sustav javnog prijevoza, 1985. godine je pušten u promet metro sustav. Radove je izvela tvrtka Freissler-Otis, a namijenjen je u turističke svrhe, poglavito tijekom zime i trajanja skijaške sezone. 

## Osnovne informacije
Cijeli metro neobično je kratak, te zasigurno među najmanjima na svijetu. Ima samo jednu traku u dužini od 1280 m i 4 postaje (Parkplatz, Kirche, Raika i Seilbahn). Vlak ima dva vagona i može povesti do 270 putnika. Sustav u jednom satu može prevesti do 1.500 putnika. Brzina iznosi 40 km/h. Zimi je otvoren od 08:00 h do 18:00 h, a ljeti od 09:00 do 17:30. Vožnja traje 7 minuta, a prijevozna karta se ne plaća.